# Françoise Legros
Pour les articles homonymes, voir Legros.
Françoise Legros, née Françoise Gellain en 1749 au Mans et morte en 1821, souvent appelée Madame Legros, est une marchande mercière parisienne célèbre pour avoir obtenu en 1784, grâce à des démarches insistantes, la libération de Latude, aventurier mythomane emprisonné depuis trente-cinq ans. 
Elle reçoit le 25 août 1784 le prix Montyon décerné par l'Académie française pour cette action, qu'elle ne conçoit pas comme politique mais comme une forme de bienfaisance. 
Sous le nom de Madame Legros, elle est pourtant présentée par les auteurs ultérieurs, Jules Michelet, Emma Adler et Heinrich Mann, comme une héroïne qui préfigure la Révolution française.

## Biographie

### Mercière
Françoise Gellain est née en 1749 au Mans. Son grand-père, Nicolas Gellain, est marchand mercier quincaillier à Paris, sur le quai de la Mégisserie, dans la paroisse Saint-Germain-l'Auxerrois. Après sa mort en 1719, sa veuve, en charge de six enfants dont le benjamin est Balthazar-Anne, âgé de deux ans et futur père de Françoise, se remarie avec Jacques Silvestre, marchand mercier. 
Balthazar-Anne Gellain s'installe au Mans et se marie en 1743 avec Marie-Madeleine Desbois. Ils ont au moins onze enfants. Reçu mercier à Paris, il oblige par un procès, qu'il gagne en 1759, le corps de la mercerie mancelle à l'admettre en son sein, mais finalement revient à Paris et s'installe dans la paroisse Saint-Germain-l'Auxerrois.
Françoise Gellain épouse en 1773 Claude François Legros, marchand et fils unique d’un maître fondeur. Françoise, dont la dot est de 2 000 livres, alors que son époux n'apporte que 1 000 livres, occupe une position économique et sociale supérieure à celle de son époux,. Le mariage de sa sœur Madeleine semble plus avantageux. Après un séjour à Saint-Domingue, probablement pour transporter des fonds pour un banquier, le couple revient à Paris, dans une situation sociale peu brillante. Il ne semble pas qu'il tienne réellement boutique et le titre de « marchande mercière » donné à Françoise correspond plutôt au fait qu'elle est fille de marchand mercier.
En 1781, Françoise Legros accouche d'un garçon. La famille, qui vit alors Rue des Fossés-Saint-Germain-l'Auxerrois, cultive une identité bourgeoise de marchand mercier, mais elle a subi un déclassement et les Gellain sont tous devenus des employés.

### Libération de Latude
Françoise Legros, de 1781 à 1784, s'emploie à obtenir la libération de Jean Henry, dit Danry, dit Masers de Latude. Latude est un aventurier mythomane qui est emprisonné par lettre de cachet en 1749 pour avoir dénoncé un faux complot contre Madame de Pompadour. Il reste enfermé pendant plus de trente ans, d'abord à la Bastille dont il s'évade puis à l’hôpital de Bicêtre.

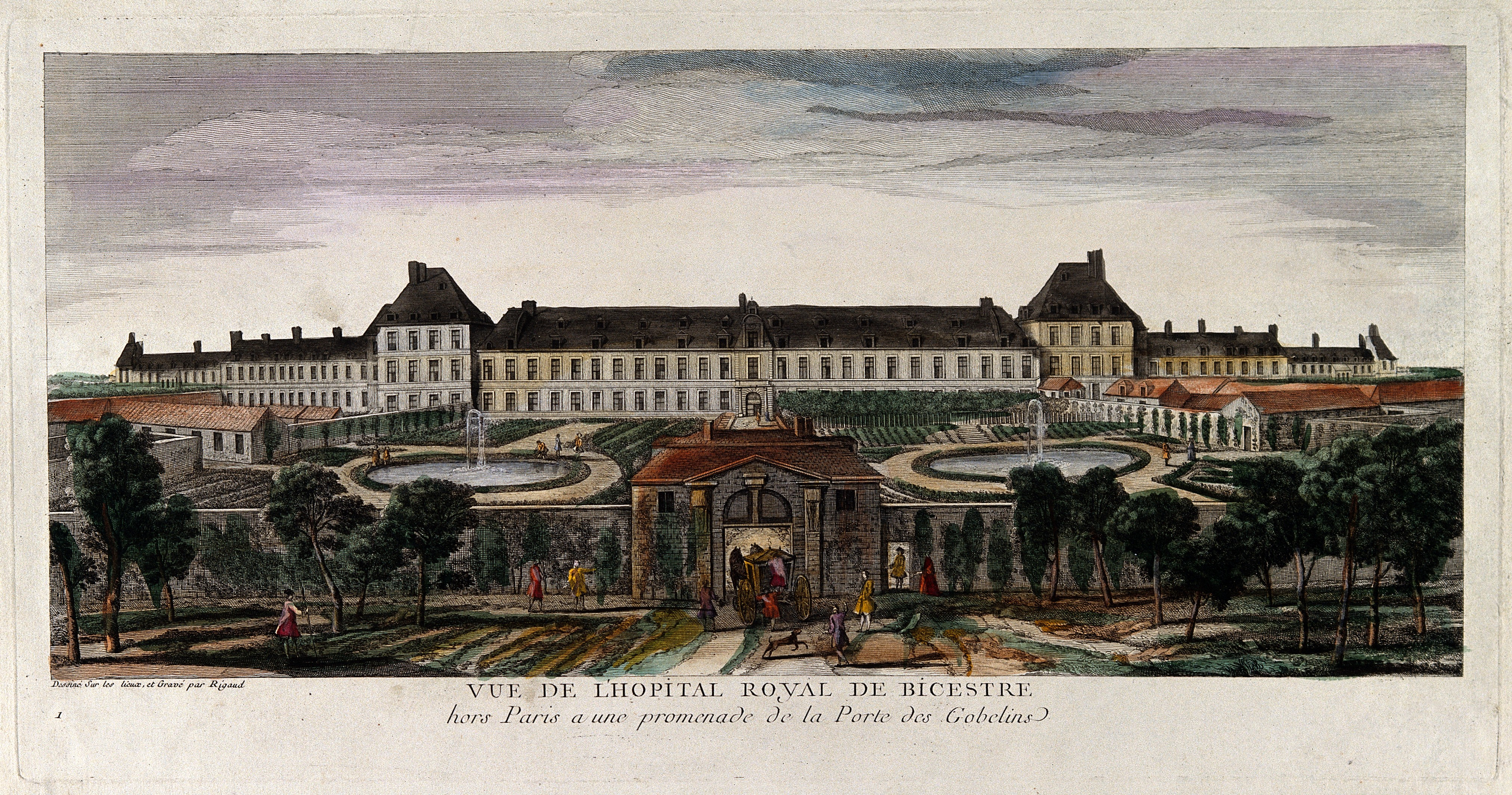
Hôpital royal de Bicêtre, gravure de Jacques Rigaud.

En 1781, Françoise Legros prend, seule, la décision d'essayer d'obtenir la libération de Latude, qui est pour elle un inconnu. Sans que les circonstances soient bien établies, il est probable qu'elle a fait sa connaissance en allant à Bicêtre, soit pour rendre visite à une connaissance, soit comme commerçante pour vendre des produits aux prisonniers. Des récits la montrent tombée amoureuse ou prise de pitié envers Latude à la lecture d'un de ses manuscrits trouvé par hasard,, mais ces histoires sont écrites plus tard, vers 1787. D'autre part son action ne semble pas avoir de motivation religieuse. Il semble bien qu'elle agit pour venir en aide à un malheureux qu'elle juge injustement enfermé.
Françoise Legros tente différentes démarches, sollicitant des personnages puissants,. Elle réussit parce qu'elle est soutenue et encouragée par des femmes et des hommes de la haute société : Adélaïde Agnès Bouvard de Fourqueux fille de Michel II Bouvard de Fourqueux et femme de l'ancien ministre Étienne Maynon d'Invault, le chevalier de Pougens, Suzanne Curchod femme de Jacques Necker et les avocats Jacques Vincent Delacroix puis Pierre-Jacques Bonhomme de Comeyras,. Le 24 mars 1784, le ministre Louis Auguste Le Tonnelier de Breteuil signe la libération de Latude,.
L'initiative de Françoise Legros est originale, parce qu'elle n'est pas médiatisée sur le moment, ne s'inscrit pas dans le cadre d'une affaire célèbre qui permettrait de dénoncer des abus et montre une action déterminée et efficace. Son engagement contre l'injustice est un trait peu courant dans son milieu de marchandes, dont l'action est le plus souvent familiale et limitée à un quartier. Par son engagement, on peut la rapprocher de Manon Roland, qui bien que beaucoup plus cultivée que Françoise Legros, appartient à la même génération et au même milieu social de merciers déclassés,. 
Les soutiens  de Françoise Legros s'inscrivent dans une perspective de lutte politique pour le libéralisme, mais cela ne semble pas être le cas de cette dernière, qui reste dans le registre de la bienfaisance. En 1791, elle adhère à une association de bienfaisance féminine envers les jeunes filles.

### Héroïne
Le 25 août 1784, l'Académie française décerne à Françoise Legros, qu'elle appelle « Mme Le Gros, Mde Mercière », le prix de vertu fondé par Jean-Baptiste de Montyon l'année précédente. L'Académie la récompense de n’avoir « pendant trois ans [...] cessé de secourir par ses soins, ses démarches & ses dépenses, une personne dont le hazard lui a fait découvrir le malheur »,. Françoise Legros reçoit une médaille représentant la déesse Minerve tenant une couronne de laurier et la somme importante de 12 000 livres.

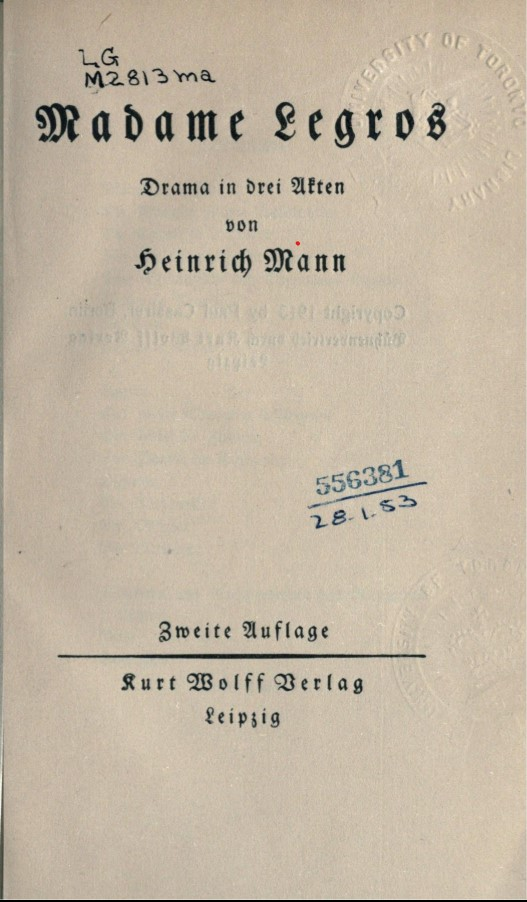
Page de titre de Madame Legros, d'Heinrich Mann (1913).

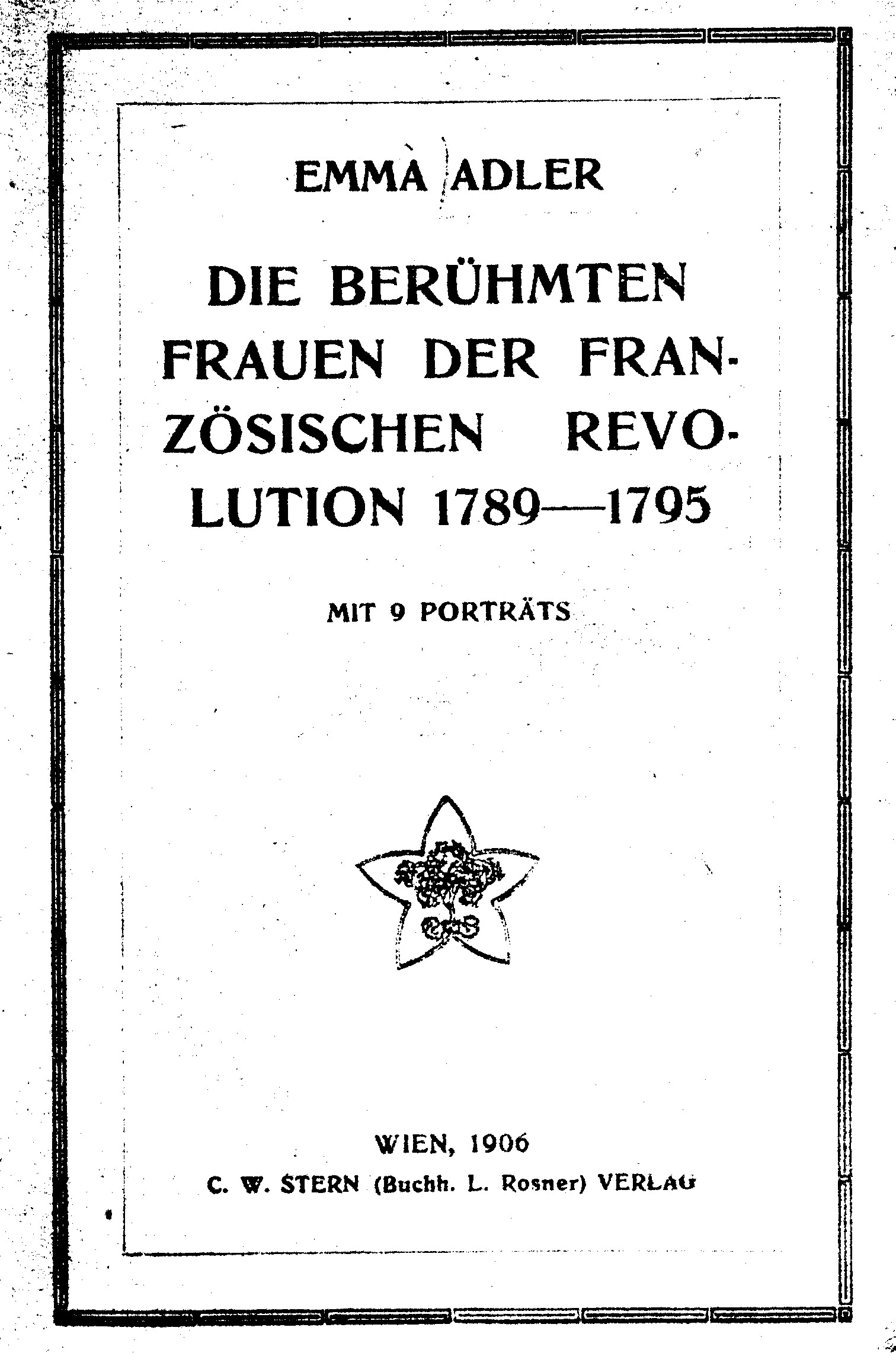
Page de titre de Emma Adler, Die berühmten Frauen der französischen Revolution, 1906.

Héroïsée dans les écrits relatant les aventures de Latude, Françoise Legros est reçue avec lui dans le salon de Laure Junot d'Abrantès sous le Premier Empire. La manière dont son action est considérée par ses contemporains paraît être en décalage avec ses propres motivations. 

## Madame Legros, personnage historique et littéraire
Dans les pages d'introduction du  premier tome de son Histoire de la Révolution française, publié en 1847, Jules Michelet dresse l'éloge, sur plusieurs pages, de Madame Legros, dépeinte en « petite mercière » qui lutte contre les lettres de cachet,. 
En 1906, la militante socialiste autrichienne Emma Adler publie un livre consacré aux femmes de la Révolution française, intitulé Die berühmten Frauen der französischen Revolution, dont le premier chapitre est une biographie de Madame Legros,,. L'autrice est l'épouse du dirigeant social-démocrate autrichien Victor Adler, dont le parti réclame le suffrage universel pour les hommes et les femmes et qui n'obtient que le suffrage universel masculin,. Ce livre est une forme de réponse à ce semi-échec politique.
En 1913, l'écrivain allemand Heinrich Mann écrit une pièce de théâtre consacrée à Françoise Legros, intitulée Madame Legros. Elle est représentée plus de cinquante fois en Allemagne en 1917. C'est  un grand succès pour Heinrich Mann, qui défend alors des opinions républicaines. La pièce est traduite en anglais aux États-Unis en 1927. Une version française, traduite et mise en scène par Bernard Sobel, est représentée au théâtre de Gennevilliers en 1972.
En 1968, Michael Kehlmann réalise un téléfilm en allemand intitulé Madame Legros.

#### Récits et théâtre
- Jules Michelet, Histoire de la Révolution française, t. I, Paris, Chamerot, 1847 (lire en ligne), p. CXX-CXXIV.
- (de) Emma Adler, Die beruehmten Frauen der französischen Revolution, 1789-1795, Vienne (Autriche), C. W. Stern, 1906, 323 p. (lire en ligne), p. 1-11.
- Mémoires authentiques de Latude : écrits par lui au donjon de Vincennes et à Charenton, Paris, Fayard, 1911 (lire en ligne), p. 32-44. Introduction de Frantz Funck-Brentano.
- (en) Andrew C.P. Haggard, Women of the revolutionary era : or some who stirred France, Londres, Stanley Paul & Co, 1914, 375 p. (lire en ligne), p. 113-128.
- (de) Heinrich Mann, Madame Legros : Drama in drei Akten, Leipzig, Kurt Wolff Verlag, 1913, 172 p. (lire en ligne).

#### Historiographie actuelle
- Laurence Croq, « Mme Legros, citoyenne sans le savoir (Paris, fin XVIIIe siècle) », Clio. Femmes, genre, histoire, no 43,‎ 1er juin 2016, p. 151–164 (ISSN 1252-7017, DOI 10.4000/clio.12960, lire en ligne).
- Laurence Croq, « Au bonheur des dames : les veuves et les héritières des marchands parisiens, de Louis XIV à la Révolution », dans Pascal Bastien et Simon Macdonald (dir.), Paris et ses peuples au XVIIIe siècle, Paris, Éditions de la Sorbonne, coll. « Histoire moderne », 2020, 304 p. (ISBN 979-10-351-0769-7, DOI 10.4000/books.psorbonne.104782, lire en ligne), p. 27–38.